# 塩化鉛(II)
塩化鉛(II)（えんかなまり に、英語: lead(II) chloride）は、組成式が PbCl2 で表される無機化合物である。白色の固体で水には溶けにくい。最も重要な鉛試薬の1つである。塩化鉛鉱（カタナイト、cotunnite）として天然に産出する。

## 構造と性質
固体のPbCl2では、各鉛イオンに9個の塩化物イオンが配位しており（四角面三冠三角柱形分子構造）、三角柱の頂点に6個、各四角柱の面の中心を越えて3個が配置されている。9個の塩化物イオンは中心の鉛原子から等距離にあるわけではなく、7個は280～309 pmに、2個は370 pmに位置している。PbCl2は白色の直方晶の針状結晶を形成する。
- 塩化鉛鉱の結晶構造の球棒モデル
- 空間充填モデル
- Pb2+の配位構造
- Cl−の配位構造
- Pb2+の配位多面体

気相中では、PbCl2分子はCl-Pb-Cl角が98°、Pb-Cl結合距離が2.44Åの屈曲構造を持つ。このようなPbCl2は、アンチノック目的で塩化エチレン-テトラエチル鉛添加剤を使用した内燃機関から排出される。
PbCl2は水にほとんど溶けず、溶解度積Ksp = 1.7×10−5（20℃）である。これは一般的に水に溶けない塩化物のうちの1つであり、他の4種では塩化タリウム(I)と塩化銀(AgCl)が Ksp = 1.8×10−10、塩化銅(I)(CuCl)が Ksp = 1.72×10−7、塩化水銀(I) (Hg2Cl2)が Ksp = 1.3×10−18である。

## 合成
硝酸鉛(II)、酢酸鉛(II)など鉛(II)水溶液に塩化物（HCl、NaCl、KCl）を加えると塩化鉛(II)が沈殿する。
Pb(NO
3)
2  +  2 HCl  →  PbCl
2(s)  + 2 HNO
3
酸化鉛(II)や炭酸鉛(II)のような塩基性鉛(II)を処理しても形成する。
二酸化鉛は塩化物で還元される。
PbO
2 + 4 HCl → PbCl
2(s) + Cl
2  + 2 H
2O
また、塩化銅(II)による金属鉛の酸化でも合成できる。
Pb + CuCl
2  →  PbCl
2  +  Cu
または、金属鉛に塩素ガスを作用させて直接合成する。
Pb + Cl
2  →  PbCl
2

## 反応
PbCl2の懸濁液に塩化物イオンを加えると、可溶性の錯イオンが形成する。これらの反応では添加された塩化物（またはその他配位子）が固体PbCl2 (s)のポリマー骨格を構成する塩化物架橋を分解する。
PbCl
2 
(s) + Cl−
 → [PbCl
3]−
 
(aq)
PbCl
2 
(s) + 2 Cl−
 → [PbCl
4]−
2 
(aq)
PbCl2は溶融NaNO2と反応して一酸化鉛を与える。
PbCl
2 
(l) + 3 NaNO
2 → PbO + NaNO
3 + 2 NO + 2 NaCl
PbCl2は塩化鉛(IV) (PbCl4) の合成に使われる。NH4Cl水溶液中の塩化鉛飽和溶液にCl2を通気すると[NH4]2[PbCl6]が形成する。冷濃硫酸と反応させると油状のPbCl4が生成する。
塩化鉛(II)は、プルンボセンなど鉛の有機金属誘導体の主な前駆物質である。グリニャール試薬や有機リチウム化合物など、通常のアルキル化剤が使用される
2 PbCl
2 + 4 RLi → R
4Pb + 4 LiCl + Pb
2 PbCl
2 + 4 RMgBr → R
4Pb + Pb + 4 MgBrCl
3 PbCl
2 + 6 RMgBr → R
3Pb–PbR
3 + Pb + 6 MgBrCl
これらの反応では、有機ケイ素化合物により類似した誘導体を生成する。Pb(II)はアルキル化によって不均化する傾向がある。
PbCl2は、次亜塩素酸ナトリウム（NaClO）で処理することでPbO2を合成することができ、赤褐色のPbO2の沈殿物を形成する。

## 用途
- 溶融PbCl2は、陽イオン置換反応によるチタン酸鉛およびチタン酸バリウム鉛セラミックスの合成に使用される[13]。

x PbCl2(l) + BaTiO3(s) → Ba1−xPbxTiO3 + x BaCl2
- PbCl2は赤外線透過ガラス[14]やオーレンガラスと呼ばれる装飾用ガラスの製造に使用される。オーレンガラスは、PbCl2を噴霧し、制御された条件下で再加熱することによって形成される虹色の表面を有する。塩化スズ(II)（SnCl2）も同じ目的で使用される[15]。
- 鉛の塩基性化合物であるPbCl2·Pb(OH)2は、パティンソンの鉛白として知られ、白色の顔料として使用される[16]。鉛塗料（英語版）は健康被害があるとして、1921年の白鉛（ペーント塗）条約（英語版）によって多くの国で禁止されている。
- PbCl2はビスマス（Bi）鉱石の精錬における中間体である。Bi、PbおよびZnを含む鉱石は、まず溶融苛性ソーダで処理し、微量のヒ素とテルルを除去する。続いてパークス法（英語版）で銀と金を除去する。ここで鉱石にはBi、Pb、Znが含まれている。500℃でCl2ガスで処理するとまずZnCl2が生成し除去される。PbCl2が生成され除去された後には純粋なBiが残る。最後にBiCl2が生成する[17]。

## 毒性
他の可溶性鉛化合物と同様、PbCl2の暴露は鉛中毒を引き起こす可能性がある。